# Harmonia samogłosek
Harmonia samogłosek, metafonia – rodzaj odległego asymilacyjnego procesu fonologicznego dotyczącego samogłosek. W językach z harmonią samogłosek na samogłoski narzucone są ograniczenia występowania w zależności od sąsiedztwa innych samogłosek.

## Wyjaśnienie
Harmonia jest procesem odległym w tym znaczeniu, że asymilacja dotyczy głosek rozdzielonych innymi głoskami (najczęściej spółgłoskami). Innymi słowy, harmonia dotyczy głosek nie sąsiadujących ze sobą bezpośrednio. Przykładowo: samogłoska na początku słowa może wyzwolić asymilację samogłoski na końcu słowa. Schematycznie przedstawić można ją w poniższy sposób:
| przed asymilacją |   | po asymilacji |                                                                  |
| VaCVbCVbC        | → | VaCVaCVaC     | (Va = samogłoska typu a, Vb = samogłoska typu b, C = spółgłoska) |

Na powyższym schemacie Va (samogłoski typu a) powoduje, że następująca samogłoska Vb (samogłoska typu b) ulega asymilacji i staje się samogłoską tego samego typu, czyli typu a.
Samogłoska, która wywołuje harmonię, jest nazywana samogłoską wyzwalającą, samogłoska zaś ulegająca asymilacji to samogłoska obiektowa / celowa. W większości języków samogłoski wyzwalające znajdują się w rdzeniu słowa, podczas gdy w przyrostach dodawanych do rdzenia są samogłoski celowe. Przykładem niech będzie węgierski przyrostek celownika:
| rdzeń | celownik  | znaczenie rdzenia |
| ----- | --------- | ----------------- |
| város | város-nak | miasto            |
| öröm  | öröm-nek  | radość            |

Przyrostek celownika ma dwie formy: -nak/-nek. Forma -nak pojawia się po rdzeniu z samogłoskami tylnymi (a, á, o, ó, u, ú), forma zaś -nek – po rdzeniu z samogłoskami przednimi (e, é, ü, ű, ö, ő).
Kierunek asymilacji może być dwojaki:
- harmonia progresywna (następcza) – przebiega od początku do końca słowa,
- harmonia regresywna (wsteczna) – przebiega od końca słowa do początku.

Języki, w których występują zarówno przedrostki, jak i przyrostki, mają zazwyczaj oba rodzaje harmonii. Języki, w których występują tylko przedrostki, mają harmonię wsteczną i odwrotnie – języki, które mają tylko przyrostki, charakteryzują się harmonią następczą.

## Cechy harmonii samogłosek
Harmonia samogłosek może dotyczyć różnych ich cech:
- wysokość samogłosek (np. wysokie, średnie i niskie samogłoski)
- miejsce artykulacji (np. przednie, środkowe, tylne)
- zaokrąglenie ust (np. samogłoski zaokrąglone, niezaokrąglone)
- pozycja języka (cofnięcie języka)
- nazalizacja (w tym przypadku samogłoska nosowa jest zazwyczaj samogłoską wyzwalającą harmonię)

W wielu językach samogłoski można podzielić na poszczególne klasy (np. na samogłoski tylne, zaokrąglone), podobnie zachowujące się przy asymilacji harmonicznej. Niektóre języki mogą mieć kilka rodzajów harmonii samogłosek.
W pewnych językach nie wszystkie klasy samogłosek uczestniczą w harmonii (wyróżnia się klasę samogłosek obojętnych, neutralnych). Stojące między samogłoskami spółgłoski są także często obojętne. Niektóre języki mają ponadto samogłoski blokujące asymilację harmoniczną.
Wreszcie, nie zawsze harmonia dochodzi do skutku. Sytuacja taka (dysharmonia) dotyczy głównie słów zapożyczonych z innych języków.

## Nazewnictwo
Pojęcie harmonii samogłosek jest używane w dwóch znaczeniach:
- W rozumieniu szerszym harmonia samogłosek może być progresywna lub regresywna. Wtedy pojęcie to jest synonimem metafonii.
- W znaczeniu węższym harmonia samogłosek jest typem progresywnym metafonii. Regresywnym jest przegłos.

## Przykłady w wybranych językach
Harmonia samogłosek pojawia się prawie we wszystkich językach ugrofińskich i ałtajskich. Niektórzy sądzą, że harmonia samogłosek północno-zachodnich języków ugrofińskich przyczyniła się do powstania przegłosu w językach germańskich.

### Języki ugrofińskie

#### Język fiński
| przednie | ä | ö | y |
| obojętne | e |   | i |
| tylne    | a | o | u |

W języku fińskim istnieją trzy klasy samogłosek – przednie, tylne i neutralne, przy czym każda samogłoska przednia ma odpowiadającą jej samogłoskę tylną.
Dołączane do słów końcówki mają samogłoski tej samej klasy, co słowo, do którego są dołączane. Początkowa sylaba słowa niezłożonego decyduje o klasie samogłosek całego słowa. Samogłoski obojętne niewystępujące na początku słowa nie ulegają harmonii.
1. Samogłoska tylna w sylabie początkowej powoduje, że wszystkie pozostałe sylaby mają samogłoski tylne (lub obojętne), np. pos+ahta+(t)a → posahtaa.
2. Samogłoska przednia w sylabie początkowej powoduje, że wszystkie sylaby mają samogłoski przednie (lub obojętne), np. räj+ahta+(t)a → räjähtää.
3. Samogłoska obojętna w sylabie początkowej zachowuje się jak samogłoska przednia, jednak gdy w dalszych sylabach słowa są samogłoski tylne, powodują one progresywną harmonię, np. sih+ahta+(ta) → sihahtaa cf. sih+ise+(t)a → sihistä

Przykładowo:
- kaura zaczyna się samogłoską tylną → kauralla
- kuori zaczyna się samogłoską tylną → kuorella
- sieni nie zaczyna się samogłoską tylną → sienellä (nie: *sienella)
- käyrä nie zaczyna się samogłoską tylną → käyrällä
- tuote zaczyna się samogłoską tylną → tuotteeseensa
- kerä zaczyna się samogłoską obojętną → kerällä
- kera zaczyna się samogłoską obojętną, ale w kolejnej sylabie ma samogłoskę tylną → keralla

Wyrazy złożone traktowane są jak oddzielne wyrazy. Przykładowo: syyskuu („miesiąc jesienny”, tj. wrzesień) ma zarówno u, jak i y, ale składa się z dwóch wyrazów: syys i kuu. Podobnie wyrazy z enklitykami, np. taaksepäin „wstecz” zbudowany jest ze słów: taakse i -päin.

#### Język węgierski

##### Rodzaje samogłosek
|                    |                           | otwarte | pośrednie | zamknięte |
| tylne (niskie)     | tylne (niskie)            | a á     | o ó       | u ú       |
| przednie (wysokie) | niezaokrąglone (obojętne) |         | e é       | i í       |
| przednie (wysokie) | zaokrąglone               |         | ö ő       | ü ű       |

W języku węgierskim, daleko spokrewnionym z fińskim, istnieje ten sam system samogłosek przednich, pośrednich i tylnych.
Wyrazy z przednimi samogłoskami przyjmują końcówki z samogłoskami przednimi (np. kézbe – do ręki; hetven – 70), a wyrazy z tylnymi – końcówki z samogłoskami tylnymi (karba – na ramię; hatvan – 60).

##### Samogłoski neutralne
Samogłoski neutralne są zazwyczaj traktowane jako przednie. Jednak gdy w wyrazie występują samogłoski tylne, słowo przybiera końcówki tylne, np. répa marchew – répá|ban, kocsi wóz – kocsi|ban.
Zasady wyboru typu końcówek:
- Liczy się ostatnia sylaba: sofőr|höz, nüansz|szal, generál|ás, október|ben.
  - Wyjątkiem są tutaj i/í i é (ale zazwyczaj nie e): są przezroczyste i nieuwzględniane w wyborze końcówek, kolejna sylaba jest brana pod uwagę, np. papír|hoz, kuplé|hoz, marék|hoz, konflis|hoz.
- Niektóre słowa mogą przyjmować przednie lub tylne końcówki: farmer|ban albo farmer|ben.

##### Liczba form końcówek
Końcówki węgierskie mogą występować:
- w jednej postaci, np. -kor,
- w dwóch postaciach (przedniej i tylnej), np. -ban / -ben, -ból / -ből, -ra / -re – sytuacja najczęstsza,
- w trzech postaciach (przedniej, tylnej i zaokrąglonej), np. -hoz / -hez / -höz.

Przykłady różnych rodzajów przyrostków w oparciu o liczebniki:
|          |                            |                             | -kor (w [czasie])                                                | -ban/-ben (w)                           | -hoz/-hez/-höz (do)      |
| tylne    | tylne                      | hat (6) nyolc (8) három (3) | hatkor nyolckor háromkor egykor négykor kilenckor ötkor kettőkor | hatban nyolcban háromban                | hathoz nyolchoz háromhoz |
| przednie | niezaokrąglone (neutralne) | egy (1) négy (4) kilenc (9) | hatkor nyolckor háromkor egykor négykor kilenckor ötkor kettőkor | egyben négyben kilencben ötben kettőben | egyhez négyhez kilenchez |
| przednie | zaokrąglone                | öt (5) kettő (2)            | hatkor nyolckor háromkor egykor négykor kilenckor ötkor kettőkor | egyben négyben kilencben ötben kettőben | öthöz kettőhöz           |

### Języki ałtajskie

#### Język mongolski
| przednie, żeńskie | e | ö | ü |
| tylne, męskie     | a | o | u |
| obojętne          | i |   |   |

W języku mongolskim harmonia jest podobna do harmonii języka węgierskiego. Samogłoski przednie są także nazywane żeńskimi, a tylne – męskimi.

#### Język tatarski
| przednie (miękkie)        | ә | ө | ү | е | и |
| środkowe i tylne (twarde) | а | о | у | ы |   |

Tatarskie samogłoski dzielą się na przednie (zwane także miękkimi) oraz środkowe i tylne (zwane twardymi).
Prawo harmonii samogłosek stanowi, że gdy w pierwszej sylabie danego wyrazu występuje samogłoska tylna (twarda) to wszystkie następujące w nim dalej sylaby też mają wyłącznie samogłoski tylne (twarde). Tak samo jest z samogłoskami przednimi (miękkimi). Stąd wyrazy tatarskie dzielą się na przednie (twarde) i tylne (miękkie).
Prawu harmonii samogłosek podlegają nie tylko wszystkie słowa, ale i wszystkie sufiksy:
бала – dziecko;	 бала-лар-(ы)быз-ны – naszych dzieci
кил – przychodzi;	 кил-де-лəр-ме? – czy przychodzili?
Ze względu na tylność-przedniość (twardość-miękkość) istnieją przeciwstawne pary: а – ә, о – ө, у – ү, ы – е. Jedynie miękkie и nie ma twardego odpowiednika.
Stąd efektem prawa harmonii samogłosek jest to, że w języku tatarskim każdy afiks ma dwa warianty: tylny (twardy) i przedni (miękki).
Przykładowo:
бар-а (idzie),  кил-ə (przychodzi)
бар-ды (szedł),  бəр-де (uderzył)
яз-у (pisanie),  бел-ү (wiedza)
Istnieją wyjątki od prawa harmonii samogłosek, są nimi przede wszystkim niektóre wyrazy złożone i przyswojone przez język tatarski wyrazy obcego pochodzenia.
Stosowana jest podwójna terminologia: w pracach naukowych na ogół mówi się o samogłoskach przednich i samogłoskach tylnych, w tatarskich szkołach, także w dostępnych w Internecie samouczkach języka używa się terminów samogłoska miękka, samogłoska twarda.

#### Język kazachski
Język kazachski ma harmonię ze względu na miejsce artykulacji (samogłoski przednie – tylne) i ze względu na zaokrąglenie (nieuwzględnianą jednak w piśmie).

#### Język kirgiski
Język kirgiski ma harmonię ze względu na miejsce artykulacji (samogłoski przednie – tylne) i ze względu na zaokrąglenie.

#### Język turecki
|         | przednie       | przednie    | tylne          | tylne       |
|         | niezaokrąglone | zaokrąglone | niezaokrąglone | zaokrąglone |
| ------- | -------------- | ----------- | -------------- | ----------- |
| wysokie | i              | ü           | ı              | u           |
| niskie  | e              | ö           | a              | o           |

Występuje tu harmonia dwuwymiarowa: 
- Jeżeli pierwsza samogłoska wyrazu jest tylna, to każda następna samogłoska jest także tylna, jeżeli zaś pierwsza samogłoska jest przednia, to każda następna jest przednia, np. Türkiyede, kapıda.
- Jeżeli pierwsza samogłoska wyrazu jest niewargowa, to każda następna samogłoska jest również niewargowa, a jeśli pierwsza (niekiedy druga) jest wargowa, to każda następna jest również wargowa (odpowiednio wargowa przednia albo wargowa tylna), np. Türkiyedir, kapıdır, gündür, paltodur.

Wyjątkiem jest grupa wyrazów, w których w pierwszej sylabie mają samogłoskę a i następująca spółgłoska jest wargowa (b, v, p, m). Dochodzi tu do asymilacji samogłoski niewargowej pod wpływem spółgłoski wargowej: çabuk, karpuz.
Następstwo samogłosek zgodnie z zasadą harmonii samogłoskowej przedstawia poniższa tabela:
| po samogłoskach | może wystąpić                              |
| --------------- | ------------------------------------------ |
| a, ı            | a lub ı (lub u po spółgłoskach b, v, p, m) |
| o, u            | u lub a                                    |
| e, i            | e lub i                                    |
| ö, ü            | ü lub e                                    |

##### Wyjątki
Wyrazy złożone są traktowane jako odrębne wyrazy, dlatego takie słowa jak bu|gün „dziś” są poprawne. Ponadto harmonia nie zawsze dotyczy słów zapożyczonych i niektórych końcówek, jak np. -iyor. Występują także słowa rodzime, które nie są zgodnie z harmonią samogłosek, np. anne „matka”. W takich słowach przy przyłączaniu końcówek brana pod uwagę jest ostatnia sylaba, np. İstanbuldur.

## Harmonia samogłosek w literaturze pięknej
Harmonia wokaliczna jest również środkiem stylistycznym z zakresu instrumentacji głoskowej, polegającym na częstszym stosowaniu określonej samogłoski, zwłaszcza w pozycjach akcentowanych wersu. Klasycznym przykładem zastosowania tego chwytu w literaturze polskiej jest Duma o Wacławie Rzewuskim Juliusza Słowackiego. Omawianego środka użyła również Maria Konopnicka w wierszu A jak poszedł król na wojnę:
A jak poszedł król na wojnę,
Grały jemu surmy zbrojne,
Grały jemu surmy złote,
Na zwycięstwo, na ochotę...
A jak poszedł Stach na boje,
Zaszumiały jasne zdroje,
Zaszumiało kłosów pole,
Na tęsknotę, na niedolę...
Innym znanym rodzimym przykładem zastosowania harmonii wokalicznej jest Ballada o złotych kulach Leopolda Staffa. Harmonią wokaliczną posługiwał się z upodobaniem czeski poeta Vladimír Holan. 
Szczególnym przypadkiem harmonii wokalicznej jest zestrojenie wszystkich rymów w strofie w jeden asonans. Tak się dzieje na przykład w pierwszej zwrotce Luzjad Luisa de Camõesa.
As armas e os barões assinalados,
Que da ocidental praia Lusitana,
Por mares nunca de antes navegados,
Passaram ainda além da Taprobana,
Em perigos e guerras esforçados,
Mais do que prometia a força humana,
E entre gente remota edificaram
Novo Reino, que tanto sublimaram;
Trudniej znaleźć wyraziste przykłady w literaturze języka angielskiego, ale w niej również występuje harmonia wokaliczna. Amerykański poeta Hart Crane, znany z zamiłowania do figur dźwiękowych, zastosował harmonię samogłosek w utworze To Brooklyn Bridge, będącym częścią eposu The Bridge. W poniższej zwrotce nagromadzone zostały słowa, w których w pozycji akcentowanej występuje zapisywana w różny sposób samogłoska [i].
How many dawns, chill from his rippling rest
The seagull’s wings shall dip and pivot him,
Shedding white rings of tumult, building high
Over the chained bay waters Liberty —
O harmonii wokalicznej w poezji pisali między innymi Kazimierz Wóycicki i Adam Kulawik. Harmonia wokaliczna występuje też w połączeniach imienia i nazwiska, np. Franciszek Zdzisław Pik (Franciszek Mirandola).